# Nigâr Hanım
Nigâr Hanım (نگار خانم), née en 1856 à Constantinople (Empire ottoman) et morte le 1er avril 1918 dans cette même ville, est une poétesse ottomane, figure majeure de la poésie post-Tanzimat.

## Biographie
Hanım est née à Constantinople. Son père, Osman Pasha, est un noble ottoman d'origine hongroise, ayant fui la révolution de 1848. Sa mère, Emine Rifati, est la fille d’un haut bureaucrate ottoman. Elle est éduquée au Kadıköy Fransız Mektebi (école française de Kadıköy), puis reçoit des cours à domicile de précepteurs. Elle apprend jeune à jouer du piano, et est capable de parler huit langues : le grec, le français, l'arabe, le persan, l'arménien, le hongrois, l'italien et l'allemand.
Elle se marie à l'âge de 13 ans, mais divorce après quelques années.
Elle est une figure importante de la société de son temps. En dehors de ses poésies, son style de vie, sa personnalité, et le choix de ses vêtements ont une large influence sur la société et les perspectives des femmes de son temps.
Ses actions charitables lui valent la Şefkat Nişanı.

## Poésie
Ses premières poésies sont de style Diwan, mais elle est par la suite influencée par d'autres poètes de style occidental, notamment Recaizade Mahmut Ekrem.
Son livre de poésies, Efsus, est le premier recueil de poèmes de style occidental à être écrits par une femme. Elle ne cache pas sa féminité dans son livre, à l'instar de Mihri Hatun.

## Publications

### Poésies
- Efsus I
- Efsus II
- Nîrân
- Aks-i Sada
- Safahat-ı Kalb
- Elhan-ı Vatan

### Pièce de théâtre
- Tesir-i Aşk

### Mémoire
- Hayatımın Hikâyesi (1959)